# Maliaño
Maliaño es una localidad del municipio de Camargo (Cantabria, España). La localidad está situada junto a la bahía de Santander, a 5 kilómetros de la capital autonómica, y a 20 metros de altitud. En él se sitúa el aeropuerto cántabro de Severiano Ballesteros. Su población en el año 2020 ascendía a 9535 habitantes (INE), convirtiéndose en el segundo núcleo más poblado del municipio, solo por detrás de la capital, Muriedas. Según el INE en 2006 tenía 8911 habitantes, por lo que Maliaño es el núcleo que ha registrado un mayor número de nuevos vecinos con respecto a 1996, donde contaba con 5601 habitantes, lo que supone 4056 habitantes más, es decir cerca de un 67% de incremento.
Está distribuido geográficamente en dos partes, el Alto Maliaño y el Bajo Maliaño. En el Alto Maliaño se encuentra la Iglesia de San Juan Bautista en el barrio de la Iglesia, de estilo herreriano y donde está enterrado el arquitecto del Renacimiento español, Juan de Herrera y donde tiene su sede el Grupo Scout El Cachón, uno de los grupos pioneros en Cantabria dentro del Movimiento Scout Católico.
Se encuentra en esta zona el Convento de las Carmelitas Descalzas, entre El Rucho y Pegurrión, de larga historia, y entre cuyos hitos reseñables está el haber sido refugio del obispo regente de Cantabria durante las guerras napoleónicas.
También en el Alto Maliaño podemos encontrar el «solarium» o playa artificial de la punta de Parayas, un enclave que los habitantes de la localidad y de otras limítrofes utilizan habitualmente en la época estival.
En el sitio de San Juan y cerca del Aeropuerto Severiano Ballesteros, dentro del cementerio de San Juan, se han encontrado una serie de restos romanos, como son unas termas que pueden ser visitadas, diversos objetos y la estructura de una casa y una fosa común, que han sido enterradas de nuevo tras las quejas de los vecinos usuarios del camposanto.
Entre los barrios tradicionales de Maliaño podemos citar[cita requerida] Quevia, La Iglesia, El Real, La Sindical, así como los sitios de Mies de San Juan, Mies de Ruda, Parayas, Montezuco, Pegurrión, Pedrive, El Rucho, Gerio, El Riulchón, La Fontana, Raos, La Cerrada o Camposblancos entre otros.
En la zona baja se encuentran La Acera (avenida de Cantabria), única calle antigua del casco urbano, Alday, Cros, El Ferial, La Finca, etc.
En el barrio del Real se halla un lavadero público restaurado, denominado río localmente. También existieron otros en El Riulchón, actualmente sepultado por la autovía S-10, o en Quevia, también desaparecido.
En Parayas existe un pozón y un resto de monte de robles (cajigas) que es muy visitado por excursionistas. También hay un amplio carril bici que recorre toda la costa desde el límite con Peñacastillo hasta el de El Astillero, incardinándose en los recorridos del Gobierno de Cantabria.
En Raos se halla Marina del Cantábrico, puerto deportivo de la bahía de Santander, que incluye una zona de residencia.
Otro punto importante son las zonas lacustres (llamas) y marismas como las Pozas de Parayas, de Raos y de Alday, en esta última hay un observatorio de la naturaleza donde se acomodaron caballos losinos semisalvajes traídos desde el valle de Losa. Curiosamente no se recurrió a los monchinos, más próximos y habituados a este tipo de hábitat.
Maliaño es la única población del municipio con costa.
A los naturales del Alto Maliaño, se les conoce como «cachoneros», por el lugar donde antiguamente se pescaba en grandes cantidades el cachón (sepia), en la ría de Boo o ría del Carmen al sur de la bahía de Santander.
En el Bajo Maliaño se encuentra el núcleo urbano, compartido con la localidad de Muriedas, y la otra parroquia, Santo Cristo, que extiende su área de actuación también a la contigua población de Muriedas. En él se concentran los servicios y la actividad social y económica de Camargo. Realmente las zona bajas de Maliaño y Muriedas forman un núcleo de población homogéneo y sin solución de continuidad, compartiendo calles, aceras y todos los servicios, y solo se da una verdadera separación física entre las zonas altas y las bajas. Así, coloquialmente y en los medios de comunicación se suele denominar Maliaño-Muriedas a la zona urbana del municipio, e incluso las administraciones se refieren en sus comunicados a la zona de esa forma.

## Comercio
En Maliaño se ubica el centro comercial más grande de Cantabria, llamado "Valle Real", en el que se encuentran diversas tiendas franquiciadas por cadenas internacionales de moda, restauración, alimentación, etcétera, como Zara, Primark, Springfield, Leroy Merlín, Burger King, Pull&Bear o Carrefour.

## Transporte

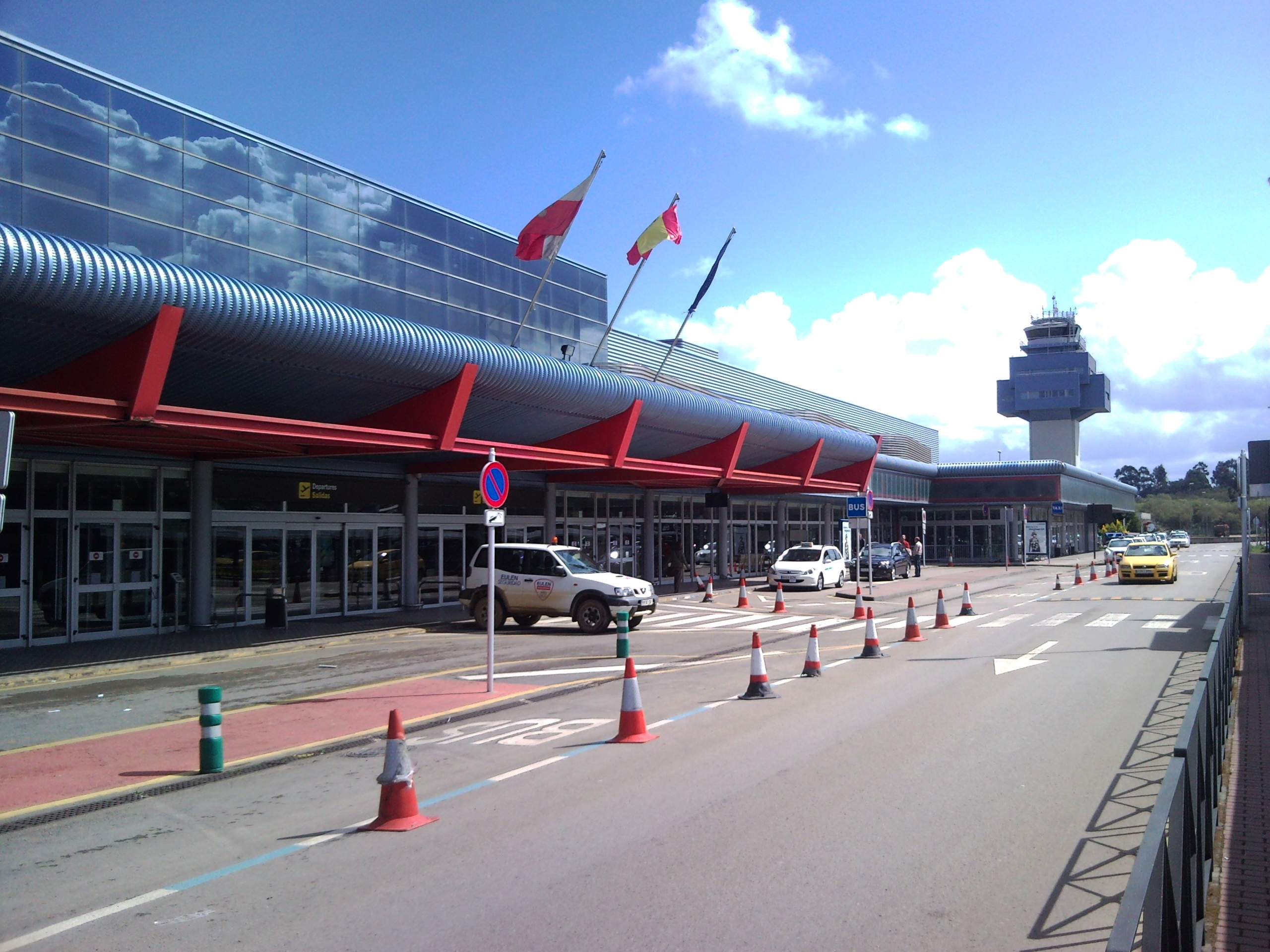
Aeropuerto de Santander, en Maliaño.

Maliaño está servido por las carreteras de titularidad estatal N-635 y N-636 que lleva al Aeropuerto de Santander, así como la S-10 las carreteras de titularidad autonómica CA-144 y CA-240 de Puente Arce. Además dispone de dos estaciones de ferrocarril contiguas de la red de ancho ibérico (operada por Renfe Cercanías) y de la red de ancho métrico (operada por Renfe Cercanías AM) dentro del casco urbano y otra más en el centro comercial Valle Real que proveen a la población de servicios de cercanías (Renfe Cercanías AM)  y por último un aeropuerto.
| Procedencia/Destino | <              | Línea | >         | Procedencia/Destino |
| ------------------- | -------------- | ----- | --------- | ------------------- |
| Santander           | Muriedas-Bahía |       | Boo       | Reinosa             |
| Santander AM        | Valle Real     |       | Astillero | Liérganes           |

## Fiestas
La fiesta del patrón San Juan se realiza el 24 de junio, así como la quema de la hoguera de San Juan, con el Sanjuanón. También son muy importantes en esta localidad los carnavales, terminando siempre con la quema del cachón. Otra fiesta tradicional es El Amparo celebrada el último fin de semana de agosto en la zona alta (Alto Maliaño). La fiesta de San Antonio se realiza el 13 de junio en la zona baja (Bajo Maliaño).
También se celebra la fiesta homenaje a Pedro Velarde, de reciente creación, los 5 primeros días de mayo. 
Así mismo, se celebra una Cabalgata de Reyes en el Alto Maliaño, de carácter popular, y otra, patrocinada por el ayuntamiento de Camargo, en la zona baja (Bajo Maliaño) y compartida con la zona baja de Muriedas (centro urbano de Maliaño-Muriedas).

## Personas destacadas
- Mateo Escagedo Salmón (1880–1934), historiador.
- Juan Carlos Arteche Gómez (1957-2010), futbolista internacional.
- Rubén Haya Manero (1975), jugador de bolo palma.